# Спор за универсалиите
Спор за универсалиите е названието на средновековен философски проблем, който разглежда съществуването на универсалиите, общите понятия на нещата. Основните трактовки в спора са три. Реализмът приема, че общите понятия съществуват самостоятелно преди или в единичното съществуване на нещата, независимо от тях. Номинализмът отхвърля това становище и твърди, че това съществуване е само езиково понятие и има реалност просто като думи за нещата. Концептуализмът също не приема схващанията на реализма, но за разлика от номинализма, счита общите понятия за съществуващи единствено в ума като концепти, мисловни понятия за нещата.
Този проблем е формулиран в един нехристиянски текст на неоплатоника Порфирий (III в.) в неговото „Въведение“ към „Категориите“ на Аристотел. През XII в. спорът за универсалиите достига своята кулминация.

## Представители

### Реалисти
- Авицена
- Алберт Велики
- Анселм Кентърбърийски
- Бернар от Клерво
- Бонавентура
- Ериугена
- Платон
- Реймонд Лулий
- Роджър Бейкън
- Тома от Аквино
- Хуго от Сен Виктор
- Школата от Шартър

### Номиналисти
- Авероес
- Боеций от Дания
- Джон Дънс Скот
- Йоан Росцелин
- Сигер от Брабант
- Уилард Куайн
- Уилям Окам

### Концептуалисти
- Джон от Солсбъри
- Пиер Абелар